# Battaglia di Marton
La battaglia di Marton o Meretum si svolse il 22 marzo 871 a Marton, Wiltshire, dopo che Etelredo del Wessex, obbligato col fratello Alfredo a fuggire dopo la sconfitta subita da un esercito di invasori Vichinghi danesi nella battaglia di Ashdown, si ritirò a Old Basing (nell'Hampshire), dove fu di nuovo sconfitto dagli uomini di Ívarr Ragnarsson.

## Storia
Fu l'ultima di otto battaglie note per essere state combattute quell'anno da Etelredo contro i Dani, e si dice che il re sconfitto sia morto il 23 aprile 871. Se morì in battaglia, o in conseguenza delle ferite riportate, non è chiaro. Il luogo in cui si svolse la battaglia non è noto. Tra le ipotesi ci sono i sobborghi di Merton, Merton in Oxfordshire, Marden in Wiltshire e Martin in Dorset. Le più probabili sono le più occidentali, dato che re Etelredo fu sepolto a Wimborne Minster nel Dorset poco dopo.
Un altro luogo ipotizzato, più probabile, è Merriton, sulle rive del fiume Stour, poche miglia a valle di Wimborne Minster, il che porterebbe a pensare ad un breve viaggio in barca col corpo di re Etelredo.